# Utica, Mississippi
Utica là một thành phố thuộc quận Hinds, tiểu bang Mississippi, Hoa Kỳ. Năm 2010, dân số của thành phố này là 820 người.

## Dân số
- Dân số năm 2000: 966 người.
- Dân số năm 2010: 820 người.